# Algirdas Brazauskas

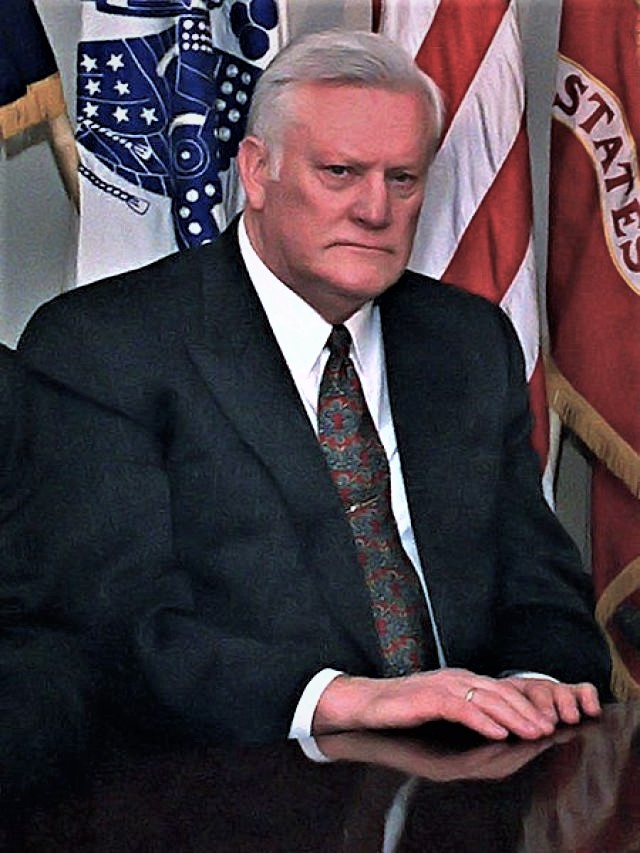
Algirdas Brazauskas

Algirdas Mykolas Brazauskas (Rokiškis, 22 september 1932 - 26 juni 2010) was minister-president en president van Litouwen.
Brazauskas werd geboren in Rokiškis, Litouwen en behaalde een diploma aan het Polytechnisch Instituut Kaunas in 1956, waar hij zich specialiseerde in de bouwkunde. Hij werkte daarna in diverse functies bij de overheid van de Litouwse Socialistische Sovjetrepubliek (SSR) en de Communistische Partij van Litouwen.
In 1988 werd hij partijvoorzitter van de Communistische Partij van Litouwen. Onder zijn leiding steunde de partij Sąjūdis, de Litouwse onafhankelijkheidsbeweging, brak de partij met de Sovjet-Unie en veranderde de naam in de Litouwse Democratische Arbeidspartij (nu genaamd de Litouwse Sociaaldemocratische Partij).
Na de parlementsverkiezingen van 1992 werd hij voorzitter van het parlement. Vervolgens won hij de presidentsverkiezingen met 60% van de stemmen, en werd president van Litouwen op 25 februari 1993. Hij behield zijn functie tot 25 februari 1998. Hij besloot niet mee te doen aan nieuwe presidentsverkiezingen en werd opgevolgd door Valdas Adamkus, die de verkiezingen van 1998 won.
Op 3 juli 2001 werd Brazauskas minister-president van een coalitie met de sociaal-liberalen van de Nieuwe Unie. In 2004 loodste hij zijn land de NAVO en de Europese Unie in.
Hij trad op 31 mei 2006 af na een politieke crisis, waarbij ook president Paksas ten val was gekomen. Hij werd uiteindelijk in juli opgevolgd door zijn minister van Defensie Gediminas Kirkilas, na een korte interim-regering onder Zigmantas Balčytis. 
In 1998 werd hij als eerste Litouwer drager van het Grootkruis in de Orde van Vytautas de Grote.
In 2008 werd bij Brazauskas lymfeklierkanker geconstateerd. Hij werd behandeld voor lymfeklierkanker en prostaatkanker en overleed op 77-jarige leeftijd.
- Bibliothèque nationale de France: cb14877822r (data)
- Gemeinsame Normdatei: 119040298
- International Standard Name Identifier: 0000 0001 0988 4154
- Library of Congress Control Number: n88158194
- Nationale Bibliotheek van Letland: 000004571
- National Archives and Records Administration: 10573075
- Nationale Bibliotheek van Tsjechië: jn20000700227
- Nationale Bibliotheek van Israël: 987007358605005171
- Nationale Bibliotheek van Polen: a0000001145872
- Nederlandse Thesaurus van Auteursnamen: 079097952
- SNAC: w60k54p6
- Virtual International Authority File: 74654435
- WorldCat: E39PBJw8YgCpxgPbqdXxxrtBT3